# Priobium
Priobium is een geslacht van kevers uit de familie van de klopkevers (Anobiidae).

## Soorten
- Priobium carpini (Herbst, 1793)
- Priobium mexicanum White, 1975
- Priobium punctatus (LeConte, 1859)
- Priobium sericeus (Say, 1825)